# Aspatharia divaricata
Aspatharia divaricata е вид мида от семейство Iridinidae. Видът е уязвим и сериозно застрашен от изчезване.

## Разпространение
Разпространен е в Танзания.